# Jermaine Jones
Jermaine Jones est un ancien joueur international américain de soccer, d'origine allemande né le 3 novembre 1981 à Francfort-sur-le-Main et ayant également été international allemand.

## Biographie

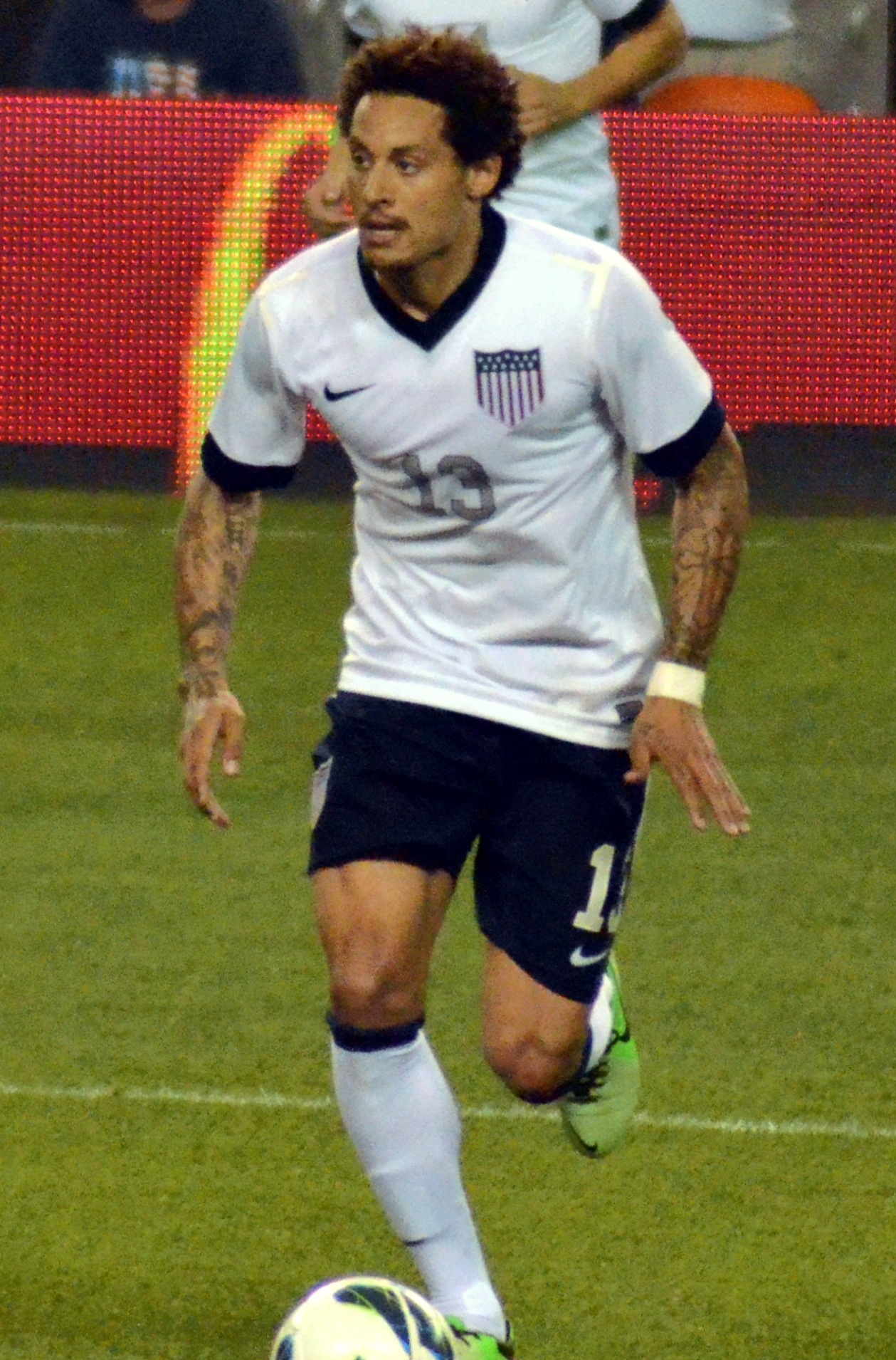
Jones contre la Belgique en 2013.

Né en Allemagne d'un père soldat afro-américain stationné dans le pays et d'une mère allemande, Jermaine Jones a grandi dans le quartier de Bonames à Francfort, l'un des quartiers les moins favorisés de la ville.
Comme la footballeuse allemande Steffi Jones, qui est également d'origine afro-américaine et est l'une de ses amies, il a commencé sa carrière dans le club du SV Bonames (mais pas au même moment que Steffi Jones cependant).
Après avoir été intégré en équipe première de l'Eintracht Francfort, le joueur issu du centre de formation du club est vite devenu un international espoirs allemand et un favori des supporters du club, en raison de très belles performances lors de ses quelques apparitions. En 2004, il décide de changer d'air et choisit le Bayer Leverkusen, un choix qui s'avérera être une très mauvaise option : en effet, il ne jouera en une saison que cinq matchs sans marquer aucun but avec le club. De retour dans son club formateur, après avoir subi une grave blessure à la jambe lors de la saison 2005-06 qui l'a obligé à se retirer des terrains durant huit mois, il perd son statut de « teenager » (« adolescent » en anglais), s'établit comme un joueur de qualité et finit par devenir le capitaine de l'équipe.
Pendant l'été 2007, il s'engage avec un club ayant des ambitions plus importantes et engagé en Ligue des champions, FC Schalke 04, club basé à Gelsenkirchen, dans le bassin industriel de la Ruhr.
Réalisant de bonnes performances sous le maillot de Schalke, Jermaine Jones est convoqué en équipe d'Allemagne le 9 novembre 2007 pour affronter Chypre et le Pays de Galles dans le cadre des éliminatoires pour le Championnat d'Europe des nations. Cependant, victime d'une blessure le lendemain lors du match Schalke - Hambourg SV, le joueur doit déclarer forfait. Le 6 février 2008, Joachim Löw le convoque pour participer au match amical opposant l'Allemagne à l'Autriche. En mai 2008, il est convoqué pour la pré-sélection de la Mannschaft en vue du Championnat d'Europe des nations 2008 avant d'être écarté de l'équipe définitive.
En juin 2009, il annonce son choix de jouer pour la sélection des États-Unis : changement possible pour le joueur possédant les nationalités américaine et allemande et n'ayant joué que trois matchs amicaux pour la Mannschaft. Le 10 octobre 2010, il débute sous les couleurs américaines en étant titulaire lors du match amical joué face à la Pologne (2-2).
Le 25 août 2014, il découvre enfin la Major League Soccer en s'engageant avec le Revolution de la Nouvelle-Angleterre. Après deux saisons passées dans le Massachusetts, Jones ne parvient pas à trouver un accord salarial avec les Revs et est finalement échangé aux Rapids du Colorado. Il débute sur le terrain avec les Rapids le 16 avril 2016 par une victoire 2-1. Il est repositionné par Pablo Mastroeni en milieu offensif à la pointe d'un triangle afin de maintenir le duo de milieux défensifs Cronin-Azira. Alors que son équipe lutte pour les premières places, Jermaine est blessé pour la majorité de la saison, avant de revenir pour les séries éliminatoires. En décembre 2016, il rejoint le Galaxy de Los Angeles.

## Palmarès
- Schalke 04
  - Vice-champion d'Allemagne : 2007

- États-Unis
  - Finaliste de la Gold Cup 2011
  - Quatrième de la Copa America 2016